# Караагаш (Тайиншинський район)
Караага́ш (каз. Қараағаш) — село у складі Тайиншинського району Північноказахстанської області Казахстану. Адміністративний центр Абайського сільського округу.
Населення — 665 осіб (2021; 780 у 2009, 979 у 1999, 1347 у 1989).
Національний склад станом на 1989 рік:
- казахи — 58 %.